# Monti Udokan
I Monti Udokan (in russo хребет Удокан chrebet Udokan?) sono una catena montuosa della Siberia Orientale meridionale situata nel Territorio della Transbajkalia e nel sud-ovest della Repubblica Autonoma della Jakuzia, in Russia.

## Geografia
La catena montuosa, che fa parte dell'Altopiano Stanovoj, si estende da ovest a est per quasi 255 km sulla riva destra del fiume Čara e sulla riva sinistra del corso medio e inferiore del fiume Chani (entrambi affluenti di sinistra dell'Olëkma). Si uniscono ad oriente con la catena dei monti Stanovoj; culminano ad una quota di 2 515 metri s.l.m. Nella catena hanno le loro sorgenti, fra gli altri, i fiumi Tokko e Kalar, tributari indiretti della Lena.
I monti sono coperti fino a circa 1 200 metri di quota da una foresta di larici; oltre questa quota si stende la tundra montana.
I monti Udokan sono costituiti prevalentemente da metamorfiti come gneiss e scisti; sono presenti importanti giacimenti di minerali di rame.